# Полунін Василь Миколайович
Василь Миколайович Полунін (2 травня 1862 — ?) — педагог та громадський діяч, депутат Державної думи Російської імперії IV скликання від Полтавської губернії.

## Життєпис
Народився 2 травня 1862 року. Походив із дворянської родини.
Освіту здобув у Житомирській гімназії та на історико-філологічному факультеті Київського університету Святого Володимира.
Після навчання переїхав до Одеси, де служив у штаті Міністерства внутрішніх справ. Потім працював в Одеській гімназії викладачем російської мови та словесності. Згодом переїхав до Полтавської губернії, де служив земським начальником у Золотоніському повіті. Гласний Роменського повітового та Полтавського губернського земств, почесний мировий суддя. Володів двомастами десятинами землі.
18 жовтня 1912 року обраний депутатом Державної думи Російської імперії IV скликання від Полтавської губернії. Входив до фракції октябристів, а після її розпаду — земців-октябристів. Належав до Прогресивного блоку.
Після Лютневої революції виконував доручення Тимчасового комітету Державної думи. За його та Тимчасового уряду розпорядженням 19 березня 1917 року відправився як комісар до 5-ї армії Північного фронту. 7 квітня став членом військової комісії Тимчасового комітету думи, а 21 квітня обраний членом-заступником Загальнодержавного продовольчого комітету.
Подальша доля невідома. Був одружений, мав дочку.